# Campeonato de Wimbledon 2014
El Campeonato de Wimbledon 2014 se disputó entre el 23 de junio y el 6 de julio de 2014 sobre pistas de césped del All England Lawn Tennis and Croquet Club, ubicado en Wimbledon, Reino Unido. Esta es la 128.ª edición del Campeonato de Wimbledon y el tercer torneo de Grand Slam de 2014. Consiste en eventos para jugadores profesionales individuales, dobles y dobles mixtos, además de eventos para jugadores júnior y de silla de ruedas, así como para jugadores retirados. Andy Murray y Marion Bartoli son los campeones defensores.

## Distribución de puntos

### Séniors
| Evento               | G    | F    | SF  | CF  | Ronda de 16 | Ronda de 32 | Ronda de 64 | Ronda de 128 | Q  | Q3 | Q2 | Q1 |
| Individual masculino | 2000 | 1200 | 720 | 360 | 180         | 90          | 45          | 10           | 25 | 16 | 8  | 0  |
| Dobles masculino     | 2000 | 1200 | 720 | 360 | 180         | 90          | 0           | —            | —  | —  | —  | —  |
| Individual femenino  | 2000 | 1300 | 780 | 430 | 240         | 130         | 70          | 10           | 40 | 30 | 20 | 2  |
| Dobles femenino      | 2000 | 1300 | 780 | 430 | 240         | 130         | 10          | —            | —  | —  | —  | —  |

| Evento                     | G   | F   | SF/3.º | CF/4.º |
| Individual                 | 800 | 500 | 375    | 100    |
| Dobles                     | 800 | 500 | 100    | —      |
| Individual (clasificación) | 800 | 500 | 100    | —      |
| Dobles (clasificación)     | 800 | 100 | —      | —      |

| Evento               | G   | F   | SF  | CF  | Ronda de 16 | Ronda de 32 | Q  | Q3 |
| Individual masculino | 375 | 270 | 180 | 120 | 75          | 30          | 25 | 20 |
| Individual femenino  | 375 | 270 | 180 | 120 | 75          | 30          | 25 | 20 |
| Dobles femenino      | 270 | 180 | 120 | 75  | 45          | —           | —  | —  |
| Dobles masculino     | 270 | 180 | 120 | 75  | 45          | —           | —  | —  |

## Actuación de los jugadores en el torneo
Individual masculino
| Campeón                        | Campeón                   | Finalista                  | Finalista                   |
| ------------------------------ | ------------------------- | -------------------------- | --------------------------- |
| Novak Djokovic [1]             | Novak Djokovic [1]        | Roger Federer [4]          | Roger Federer [4]           |
| Semifinalistas                 |                           |                            |                             |
| Grigor Dimitrov [11]           | Grigor Dimitrov [11]      | Miloš Raonić [8]           | Miloš Raonić [8]            |
| Eliminados en cuartos de final |                           |                            |                             |
| Marin Čilić [26]               | Andy Murray [3]           | Stan Wawrinka [5]          | Nick Kyrgios [WC]           |
| Eliminados en cuarta ronda     |                           |                            |                             |
| Jo-Wilfried Tsonga [14]        | Jeremy Chardy             | Kevin Anderson [20]        | Leonardo Mayer              |
| Feliciano López [19]           | Tommy Robredo [23]        | Kei Nishikori [10]         | Rafael Nadal [2]            |
| Eliminados en tercera ronda    |                           |                            |                             |
| Gilles Simon                   | Jimmy Wang [Q]            | Sergiy Stajovski           | Tomáš Berdych [6]           |
| Roberto Bautista [27]          | Fabio Fognini [16]        | Aleksandr Dolgopólov [21]  | Andréi Kuznetsov            |
| Denís Istomin                  | John Isner [9]            | Jerzy Janowicz [15]        | Santiago Giraldo            |
| Lukasz Kubot                   | Simone Bolelli [LL]       | Jiri Vesely [WC]           | Mijaíl Kukushkin            |
| Eliminados en segunda ronda    |                           |                            |                             |
| Radek Štěpánek                 | Robin Haase               | Mijaíl Yuzhny [17]         | Sam Querrey                 |
| Ernests Gulbis [12]            | Marinko Matosevic         | Andreas Haider-Maurer      | Bernard Tomic               |
| Blaž Rola                      | Jan Hernych [Q]           | Édouard Roger-Vasselin     | Tim Puetz [Q]               |
| Luke Saville [Q]               | Benjamin Becker           | Marcos Baghdatis [WC]      | David Ferrer [7]            |
| Yen-Hsun Lu                    | Julian Reister            | Ante Pavic [Q]             | Jarkko Nieminen             |
| Lleyton Hewitt                 | Adrian Mannarino          | Marcel Granollers [30]     | Gilles Muller [Q]           |
| Jack Sock                      | Dušan Lajović             | Philipp Kohlschreiber [22] | Denis Kudla [Q]             |
| Richard Gasquet [13]           | Gaël Monfils [24]         | Frank Dancevic [LL]        | Lukáš Rosol                 |
| Eliminados en primera ronda    |                           |                            |                             |
| Andréi Golúbev                 | Pablo Cuevas [PR]         | Konstantín Kravchuk [Q]    | Vasek Pospisil [31]         |
| James Ward [WC]                | Alejandro González        | Bradley Klahn              | Jürgen Melzer               |
| Jürgen Zopp [PR]               | Carlos Berlocq            | Daniel Cox [WC]            | Fernando Verdasco [18]      |
| Paul-Henri Mathieu             | Kyle Edmund [WC]          | Yevgueni Donskói           | Victor Hănescu              |
| David Goffin                   | Pablo Andújar             | Tobias Kamke               | Steve Johnson               |
| Aljaž Bedene [LL]              | Filippo Volandri          | Teimuraz Gabashvili        | Alex Kuznetsov [Q]          |
| Ryan Harrison [Q]              | Dominic Thiem             | Donald Young               | Sam Groth [Q]               |
| Andreas Seppi [25]             | Dustin Brown              | Daniel Evans [WC]          | Pablo Carreño Busta         |
| João Sousa                     | Aleksandr Nedovyesov      | Michael Russell            | Dmitri Tursúnov [32]        |
| Yūichi Sugita [Q]              | Alejandro Falla           | Federico Delbonis          | Daniel Smethurst [WC]       |
| Somdev Devvarman               | Michał Przysiężny         | Pere Riba                  | Lukáš Lacko                 |
| Nicolas Mahut                  | Daniel Gimeno Traver      | Julien Benneteau           | Paolo Lorenzi               |
| Matthew Ebden                  | Pierre-Hugues Herbert [Q] | Jan-Lennard Struff         | Guillermo García-López [28] |
| Igor Sijsling                  | Tatsuma Ito [Q]           | Marsel İlhan [Q]           | Kenny de Schepper           |
| James Duckworth [Q]            | Stéphane Robert           | Víctor Estrella            | Malek Jaziri [LL]           |
| Ivo Karlović [29]              | Dudi Sela                 | Benoît Paire               | Martin Kližan               |

Individual femenino
| Campeona                       | Campeona                | Finalista                | Finalista                     |
| ------------------------------ | ----------------------- | ------------------------ | ----------------------------- |
| Petra Kvitová [6]              | Petra Kvitová [6]       | Eugenie Bouchard [13]    | Eugenie Bouchard [13]         |
| Semifinalistas                 |                         |                          |                               |
| Simona Halep [3]               | Simona Halep [3]        | Lucie Šafářová [23]      | Lucie Šafářová [23]           |
| Eliminadas en cuartos de final |                         |                          |                               |
| Angelique Kerber [9]           | Sabine Lisicki [19]     | Yekaterina Makárova [22] | Barbora Záhlavová-Strýcová    |
| Eliminadas en cuarta ronda     |                         |                          |                               |
| Alizé Cornet [25]              | María Sharápova [5]     | Zarina Diyas             | Yaroslava Shvédova            |
| Tereza Smitková [Q]            | Agnieszka Radwanska [4] | Shuai Peng               | Caroline Wozniacki [16]       |
| Eliminadas en tercera ronda    |                         |                          |                               |
| Serena Williams [1]            | Andrea Petkovic [20]    | Kirsten Flipkens [24]    | Alison Riske                  |
| Belinda Bencic                 | Vera Zvonariova [WC]    | Ana Ivanović [11]        | Madison Keys                  |
| Bojana Jovanovski              | Dominika Cibulková [10] | Caroline Garcia          | Michelle Larcher de Brito [Q] |
| Venus Williams [30]            | Lauren Davis            | Ana Konjuh [Q]           | Na Li [2]                     |
| Eliminadas en segunda ronda    |                         |                          |                               |
| Chanelle Scheepers             | Petra Cetkovská         | Irina-Camelia Begu       | Silvia Soler Espinosa [WC]    |
| Heather Watson                 | Lourdes Domínguez Lino  | Camila Giorgi            | Timea Bacsinszky [Q]          |
| Lesia Tsurenko [Q]             | Victoria Duval [Q]      | Donna Vekić              | Carla Suárez Navarro [15]     |
| Zheng Jie                      | Karolína Plíšková       | Klára Koukalová [31]     | Kaia Kanepi                   |
| Victoria Azarenka [8]          | Coco Vandeweghe         | Polona Hercog            | Alison Van Uytvanck           |
| Varvara Lepchenko              | Misaki Doi              | Jarmila Gajdošová [WC]   | Casey Dellacqua               |
| Mona Barthel                   | Kurumi Nara             | María Kirilenko          | Flavia Pennetta [12]          |
| Naomi Broady [WC]              | Yanina Wickmayer        | Yelena Vesniná [32]      | Yvonne Meusburger             |
| Eliminadas en primera ronda    |                         |                          |                               |
| Anna Tatishvili                | Christina McHale        | Jovana Jakšić            | Anna Schmiedlová              |
| Katarzyna Piter                | Virginie Razzano        | Olga Govortsova          | Daniela Hantuchová            |
| Urszula Radwańska              | Ajla Tomljanović        | Petra Martić             | Tamira Paszek [Q]             |
| Anastasia Pavliuchénkova [26]  | Alexandra Cadanțu       | Sharon Fichman           | Samantha Murray [WC]          |
| Teliana Pereira                | Dinah Pfizenmaier       | Magdaléna Rybáriková     | Sorana Cîrstea [29]           |
| Roberta Vinci [21]             | Tara Moore [WC]         | Kristina Mladenovic      | Zhang Shuai                   |
| Francesca Schiavone            | Annika Beck             | Karin Knapp              | Julia Glushko                 |
| Taylor Townsend [WC]           | Mónica Puig             | Kristýna Plíšková [WC]   | Jelena Janković [7]           |
| Mirjana Lučić-Baroni           | Johanna Larsson         | Hsieh Su-wei             | Garbiñe Muguruza [27]         |
| Julia Gorges                   | Paula Ormaechea         | Monica Niculescu         | Aleksandra Wozniak [Q]        |
| Sara Errani [14]               | Tsvetana Pironkova      | Elina Svitolina          | Kimiko Date-Krumm             |
| Svetlana Kuznetsova [28]       | Stefanie Vögele         | Anett Kontaveit [Q]      | Andreea Mitu [Q]              |
| Andrea Hlaváčková              | Romina Oprandi          | Anna-Lena Friedsam       | María Teresa Torró Flor       |
| Sloane Stephens [18]           | Johanna Konta           | Alisa Kleibánova         | Jana Čepelová                 |
| Shahar Pe'er                   | Tímea Babos             | Marina Erakovic          | Samantha Stosur [17]          |
| Patricia Mayr-Achleitner       | Ala Kudriávtseva [Q]    | Vania King               | Paula Kania [Q]               |

## Sumario

### Día 1 (23 de junio)
- Programación del día
- Cabezas de serie eliminados:
  - Individual masculino:  Fernando Verdasco [18],  Andreas Seppi [25],  Vasek Pospisil [31]
  - Individual femenino:  Samantha Stosur [17],  Sloane Stephens [18],  Garbiñe Muguruza [27]

| Partidos en Canchas Principales                      | Partidos en Canchas Principales                 | Partidos en Canchas Principales                 | Partidos en Canchas Principales                 |
| Partidos en el Estadio Central All England Club      | Partidos en el Estadio Central All England Club | Partidos en el Estadio Central All England Club | Partidos en el Estadio Central All England Club |
| Modalidad                                            | Ganadores                                       | Perdedores                                      | Resultado                                       |
| ---------------------------------------------------- | ----------------------------------------------- | ----------------------------------------------- | ----------------------------------------------- |
| Individuales masculinos - Primera ronda              | Andy Murray [3]                                 | David Goffin                                    | 6-1, 6-4, 7-5                                   |
| Individuales femeninos - Primera ronda               | Li Na [2]                                       | Paula Kania [Q]                                 | 7-5, 6-2                                        |
| Individuales masculinos - Primera ronda              | Novak Djokovic [1]                              | Andréi Golúbev                                  | 6–0, 6–1, 6–4                                   |
| Individuales femeninos - Primera ronda               | Dominika Cibulková [10]                         | Aleksandra Wozniak [Q]                          | 6–1, 6–2                                        |
| Partidos en la Pista N.º 1                           |                                                 |                                                 |                                                 |
| Modalidad                                            | Ganadores                                       | Perdedores                                      | Resultado                                       |
| Individuales femeninos - Primera ronda               | Victoria Azarenka [8]                           | Mirjana Lučić-Baroni                            | 6-3, 7-5                                        |
| Individuales masculinos - Primera ronda              | Grigor Dimitrov [11]                            | Ryan Harrison                                   | 7-6(7-1), 6-3, 6-2                              |
| Individuales masculinos - Primera ronda              | Jo-Wilfried Tsonga [14]                         | Jürgen Melzer                                   | 6–1, 3–6, 3–6, 6–2, 6–4                         |
| Partidos en la Pista N.º 2                           |                                                 |                                                 |                                                 |
| Modalidad                                            | Ganadores                                       | Perdedores                                      | Resultado                                       |
| Individuales masculinos - Primera ronda              | Tomáš Berdych [6]                               | Victor Hănescu                                  | 6–7(5–7), 6–1, 6–4, 6–3                         |
| Individuales femeninos - Primera ronda               | Venus Williams [30]                             | María Teresa Torró Flor                         | 6-4, 4-6, 6-2                                   |
| Individuales masculinos - Primera ronda              | Andréi Kuznetsov                                | Daniel Evans [WC]                               | 6–1, 7–5, 3–6, 7–6(7–5)                         |
| Individuales femeninos - Primera ronda               | Agnieszka Radwańska [4]                         | Andreea Mitu                                    | 6–2, 6–1                                        |
| Fondo de color indica un partido de la rama femenina |                                                 |                                                 |                                                 |

### Día 2 (24 de junio)
- Cabezas de serie eliminados:
  - Individual masculino:  Guillermo García-López [28],  Ivo Karlović [29],  Dmitri Tursúnov [32]
  - Individual femenino:  Jelena Jankovic [7],  Sara Errani [14],  Roberta Vinci [21],  Anastasia Pavliuchénkova [26],  Svetlana Kuznetsova [28],  Sorana Cîrstea [29]

| Partidos en Canchas Principales                      | Partidos en Canchas Principales                 | Partidos en Canchas Principales                 | Partidos en Canchas Principales                 |
| Partidos en el Estadio Central All England Club      | Partidos en el Estadio Central All England Club | Partidos en el Estadio Central All England Club | Partidos en el Estadio Central All England Club |
| Modalidad                                            | Ganadores                                       | Perdedores                                      | Resultado                                       |
| ---------------------------------------------------- | ----------------------------------------------- | ----------------------------------------------- | ----------------------------------------------- |
| Individuales femeninos - Primera ronda               | Sabine Lisicki [19]                             | Julia Glushko                                   | 6–2, 6–1                                        |
| Individuales masculinos - Primera ronda              | Rafael Nadal [2]                                | Martin Klizan                                   | 4–6, 6–3, 6–3, 6–3                              |
| Individuales femeninos - Primera ronda               | Serena Williams [1]                             | Anna Tatishvili                                 | 6-1, 6-2                                        |
| Individuales femeninos - Primera ronda               | Simona Halep [3]                                | Teliana Pereira                                 | 6–2, 6–2                                        |
| Partidos en la Pista N.º 1                           |                                                 |                                                 |                                                 |
| Modalidad                                            | Ganadores                                       | Perdedores                                      | Resultado                                       |
| Individuales masculinos - Primera ronda              | Roger Federer [5]                               | Paolo Lorenzi                                   | 6–1, 6–1, 6–3                                   |
| Individuales femeninos - Primera ronda               | María Sharápova [5]                             | Samantha Murray [WC]                            | 6–1, 6–0                                        |
| Individuales femeninos - Primera ronda               | Eugenie Bouchard [13]                           | Daniela Hantuchova                              | 7–5, 7–5                                        |
| Individuales femeninos - Primera ronda               | Ana Ivanovic [11]                               | Francesca Schiavone                             | 7–6(8–6), 6–4                                   |
| Partidos en la Pista N.º 2                           |                                                 |                                                 |                                                 |
| Modalidad                                            | Ganadores                                       | Perdedores                                      | Resultado                                       |
| Individuales masculinos - Primera ronda              | Stanislas Wawrinka [5]                          | Joao Sousa                                      | 6-3, 6-4, 6-3                                   |
| Individuales masculinos - Primera ronda              | Miloš Raonić [8]                                | Matthew Ebden                                   | 6-2, 6-4, 6-4                                   |
| Individuales femeninos - Primera ronda               | Angelique Kerber [9]                            | Urszula Radwańska                               | 6-2, 6-4                                        |
| Individuales femeninos - Primera ronda               | Kaia Kanepi                                     | Jelena Jankovic [7]                             | 6-3, 6-2                                        |
| Fondo de color indica un partido de la rama femenina |                                                 |                                                 |                                                 |

### Día 3 (25 de junio)
- Cabezas de serie eliminados:
  - Individual masculino:  David Ferrer [7],  Ernests Gulbis [12],  Mijaíl Yuzhny [17]
  - Individual femenino:  Victoria Azarenka [8],  Flavia Pennetta [12],  Yelena Vesniná [32]
  - Dobles masculino:
  - Dobles femenino:  Květa Peschke /  Katarina Srebotnik [3]

| Partidos en Canchas Principales                      | Partidos en Canchas Principales                 | Partidos en Canchas Principales                 | Partidos en Canchas Principales                 |
| Partidos en el Estadio Central All England Club      | Partidos en el Estadio Central All England Club | Partidos en el Estadio Central All England Club | Partidos en el Estadio Central All England Club |
| Modalidad                                            | Ganadores                                       | Perdedores                                      | Resultado                                       |
| ---------------------------------------------------- | ----------------------------------------------- | ----------------------------------------------- | ----------------------------------------------- |
| Individuales femeninos - Segunda ronda               | Agnieszka Radwańska [4]                         | Casey Dellacqua                                 | 6–4, 6–0                                        |
| Individuales masculinos - Segunda ronda              | Grigor Dimitrov [11]                            | Luke Saville                                    | 6–3, 6–2, 6–4                                   |
| Individuales masculinos - Segunda ronda              | Novak Djokovic [1]                              | Radek Štěpánek                                  | 6-4, 6-3, 6-7(5–7), 7-6(7–5)                    |
| Partidos en la Pista N.º 1                           |                                                 |                                                 |                                                 |
| Modalidad                                            | Ganadores                                       | Perdedores                                      | Resultado                                       |
| Individuales masculinos - Segunda ronda              | Andy Murray [3]                                 | Blaž Rola                                       | 6–1, 6–1, 6–0                                   |
| Individuales femeninos - Segunda ronda               | Petra Kvitová [6]                               | Mona Barthel                                    | 6–2, 6–0                                        |
| Individuales masculinos - Segunda ronda              | Tomáš Berdych [6]                               | Bernard Tomic                                   | 4–6, 7–6(7–5), 7–6(7–3), 6–1                    |
| Individuales femeninos - Segunda ronda               | Caroline Wozniacki [16]                         | Naomi Broady [WC]                               | 6–3, 6–2                                        |
| Partidos en la Pista N.º 2                           |                                                 |                                                 |                                                 |
| Modalidad                                            | Ganadores                                       | Perdedores                                      | Resultado                                       |
| Individuales femeninos - Segunda ronda               | Na Li [2]                                       | Yvonne Meusburger                               | 6–2, 6–2                                        |
| Individuales femeninos - Primera ronda               | Vera Zvonariova [WC]                            | Tara Moore [WC]                                 | 6–4, 6–7(3–7), 9–7                              |
| Individuales masculinos - Segunda ronda              | Andréi Kuznetsov                                | David Ferrer [7]                                | 6-7(5–7), 6-0, 3-6, 6-3, 6-2                    |
| Fondo de color indica un partido de la rama femenina |                                                 |                                                 |                                                 |

### Día 4 (26 de junio)
- Cabezas de serie eliminados:
  - Individual masculino:  Richard Gasquet [13],  Philipp Kohlschreiber [22],  Gaël Monfils [24]
  - Individual femenino:  Carla Suárez Navarro [15],  Klára Koukalová [31]
  - Dobles masculino:  Treat Huey /  Dominic Inglot [10]
  - Dobles femenino:

| Partidos en Canchas Principales                      | Partidos en Canchas Principales                 | Partidos en Canchas Principales                 | Partidos en Canchas Principales                 |
| Partidos en el Estadio Central All England Club      | Partidos en el Estadio Central All England Club | Partidos en el Estadio Central All England Club | Partidos en el Estadio Central All England Club |
| Modalidad                                            | Ganadores                                       | Perdedores                                      | Resultado                                       |
| ---------------------------------------------------- | ----------------------------------------------- | ----------------------------------------------- | ----------------------------------------------- |
| Individuales masculinos - Segunda ronda              | Rafael Nadal [2]                                | Lukáš Rosol                                     | 4-6, 7-6(8-6), 6-4, 6-4                         |
| Individuales femeninos - Segunda ronda               | Angelique Kerber [8]                            | Heather Watson                                  | 6–2, 5–7, 6–1                                   |
| Individuales masculinos - Segunda ronda              | Roger Federer [6]                               | Gilles Muller                                   | 6–3, 7–5, 6–3                                   |
| Partidos en la Pista N.º 1                           |                                                 |                                                 |                                                 |
| Modalidad                                            | Ganadores                                       | Perdedores                                      | Resultado                                       |
| Individuales femeninos - Segunda ronda               | Serena Williams [1]                             | Chanelle Scheepers                              | 6–1, 6–1                                        |
| Individuales masculinos - Segunda ronda              | Stanislas Wawrinka [5]                          | Yen-Hsun Lu                                     | 7–6(8-6), 6–3, 3–6, 7–5                         |
| Individuales femeninos - Segunda ronda               | María Sharápova [5]                             | Timea Bacsinszky [Q]                            | 6–2, 6–1                                        |
| Partidos en la Pista N.º 2                           |                                                 |                                                 |                                                 |
| Modalidad                                            | Ganadores                                       | Perdedores                                      | Resultado                                       |
| Individuales masculinos - Segunda ronda              | Nick Kyrgios [WC]                               | Richard Gasquet [13]                            | 3-6, 6-7(4-7), 6-4, 7-5, 10-8                   |
| Individuales masculinos - Segunda ronda              | Jo-Wilfried Tsonga [14]                         | Sam Querrey                                     | 4-6, 7-6(7-2), 6-7(4-7), 6-3, 14-12             |
| Individuales femeninos - Segunda ronda               | Eugenie Bouchard [13]                           | Silvia Soler Espinosa [WC]                      | 7–5, 6–1                                        |
| Fondo de color indica un partido de la rama femenina |                                                 |                                                 |                                                 |

### Día 5 (27 de junio)
- Cabezas de serie eliminados:
  - Individual masculino:  Tomáš Berdych [6],  Fabio Fognini [16],  Aleksandr Dolgopólov [21],  Roberto Bautista Agut [27],  Marcel Granollers [30]
  - Individual femenino:  Na Li [2],  Dominika Cibulková [10],  Venus Williams [30]
  - Dobles masculino:
  - Dobles femenino:  Lucie Hradecká /  Michaëlla Krajicek [13],  Liezel Huber /  Lisa Raymond [15]

| Partidos en Canchas Principales                      | Partidos en Canchas Principales                 | Partidos en Canchas Principales                 | Partidos en Canchas Principales                 |
| Partidos en el Estadio Central All England Club      | Partidos en el Estadio Central All England Club | Partidos en el Estadio Central All England Club | Partidos en el Estadio Central All England Club |
| Modalidad                                            | Ganadores                                       | Perdedores                                      | Resultado                                       |
| ---------------------------------------------------- | ----------------------------------------------- | ----------------------------------------------- | ----------------------------------------------- |
| Individuales masculinos - Tercera ronda              | Novak Djokovic [1]                              | Gilles Simon                                    | 6-4, 6-2, 6-4                                   |
| Individuales femeninos - Tercera ronda               | Petra Kvitová [6]                               | Venus Williams [30]                             | 5–7, 7–6(7–2), 7–5                              |
| Individuales masculinos - Tercera ronda              | Andy Murray [4]                                 | Roberto Bautista Agut [27]                      | 6–2, 6–3, 6–2                                   |
| Partidos en la Pista N.º 1                           |                                                 |                                                 |                                                 |
| Modalidad                                            | Ganadores                                       | Perdedores                                      | Resultado                                       |
| Individuales femeninos - Tercera ronda               | B Záhlavová-Strýcová                            | Na Li [2]                                       | 7-6(7-5), 7-6(7-5)                              |
| Individuales masculinos - Tercera ronda              | Grigor Dimitrov [11]                            | Aleksandr Dolgopólov [21]                       | 6–7(3–7), 6–4, 2–6, 6–4, 6–1                    |
| Partidos en la Pista n.° 2                           |                                                 |                                                 |                                                 |
| Modalidad                                            | Ganadores                                       | Perdedores                                      | Resultado                                       |
| Individuales femeninos - Segunda ronda               | Simona Halep [3]                                | Lesia Tsurenko [Q]                              | 6-3, 4-6, 6-4                                   |
| Individuales masculinos - Segunda ronda              | Jerzy Janowicz [15]                             | Lleyton Hewitt                                  | 7-5, 6-4, 6-7(7-9), 4-6, 6-3                    |
| Individuales femeninos - Tercera ronda               | Agnieszka Radwańska [4]                         | Michelle Larcher De Brito                       | 6–2, 6–0                                        |
| Dobles masculinos - Segunda ronda                    | Jamie Murray John Peers [14]                    | Jamie Delgado Gilles Müller                     | 6–3, 7–6(9-7), 6–3                              |
| Fondo de color indica un partido de la rama femenina |                                                 |                                                 |                                                 |

### Día 6 (28 de junio)
- Cabezas de serie eliminados:
  - Individual masculino:
  - Individual femenino:  Serena Williams [1],  Andrea Petkovic [20],  Kirsten Flipkens [24]
  - Dobles femenino:  Cara Black /  Sania Mirza [4]

| Partidos en Canchas Principales                      | Partidos en Canchas Principales                 | Partidos en Canchas Principales                 | Partidos en Canchas Principales                 |
| Partidos en el Estadio Central All England Club      | Partidos en el Estadio Central All England Club | Partidos en el Estadio Central All England Club | Partidos en el Estadio Central All England Club |
| Modalidad                                            | Ganadores                                       | Perdedores                                      | Resultado                                       |
| ---------------------------------------------------- | ----------------------------------------------- | ----------------------------------------------- | ----------------------------------------------- |
| Individuales masculinos - Tercera ronda              | Rafael Nadal [2]                                | Mijaíl Kukushkin                                | 6-7(4-7), 6-1, 6-1, 6-1                         |
| Individuales femeninos - Tercera ronda               | María Sharápova [5]                             | Alison Riske                                    | 6-3, 6-0                                        |
| Individuales masculinos - Tercera ronda              | Roger Federer [3]                               | Santiago Giraldo                                | 6-3, 6-1, 6-3                                   |
| Partidos en la Pista n.° 1                           |                                                 |                                                 |                                                 |
| Modalidad                                            | Ganadores                                       | Perdedores                                      | Resultado                                       |
| Individuales femeninos - Tercera ronda               | Alizé Cornet [25]                               | Serena Williams [1]                             | 1–6, 6–3, 6–4                                   |
| Partidos en la Pista N.º 2                           |                                                 |                                                 |                                                 |
| Modalidad                                            | Ganadores                                       | Perdedores                                      | Resultado                                       |
| Individuales masculinos - Tercera ronda              | Miloš Raonić [8]                                | Łukasz Kubot                                    | 7–6(7–2), 7–6(7–4), 6–2                         |
| Fondo de color indica un partido de la rama femenina |                                                 |                                                 |                                                 |

### Middle Sunday (29 de junio)
Siguiendo la tradición, este es un día de descanso, sin partidos.

### Día 7 (30 de junio)
- Cabezas de serie eliminados:
  - Individual masculino:  John Isner [9],  Jo-Wilfried Tsonga [14],  Kevin Anderson [20]
  - Individual femenino:  Agnieszka Radwańska [4]  Ana Ivanovic [11],  Caroline Wozniacki [16],  Alizé Cornet [25]
  - Dobles masculino:  Łukasz Kubot /  Robert Lindstedt [7]
  - Dobles femenino:
  - Dobles mixto:  Leander Paes /  Cara Black [4]

| Partidos en Canchas Principales                      | Partidos en Canchas Principales                 | Partidos en Canchas Principales                 | Partidos en Canchas Principales                 |
| Partidos en el Estadio Central All England Club      | Partidos en el Estadio Central All England Club | Partidos en el Estadio Central All England Club | Partidos en el Estadio Central All England Club |
| Modalidad                                            | Ganadores                                       | Perdedores                                      | Resultado                                       |
| ---------------------------------------------------- | ----------------------------------------------- | ----------------------------------------------- | ----------------------------------------------- |
| Individuales femeninos - Cuarta ronda                | Eugenie Bouchard [13]                           | Alizé Cornet [25]                               | 7-6(7-5), 7-5                                   |
| Individuales masculinos - Cuarta ronda               | Andy Murray [3]                                 | Kevin Anderson [20]                             | 6–4, 6–3, 7–6(8-6)                              |
| Individuales masculinos - Cuarta ronda               | Novak Djokovic [1]                              | Jo-Wilfried Tsonga [14]                         | 6–3, 6–4, 7–6(7-5)                              |
| Partidos en la Pista N.º 1                           |                                                 |                                                 |                                                 |
| Modalidad                                            | Ganadores                                       | Perdedores                                      | Resultado                                       |
| Individuales femeninos - Cuarta ronda                | Sabine Lisicki [19]                             | Ana Ivanovic [11]                               | 6-4, 3–6, 6-1                                   |
| Individuales masculinos - Cuarta ronda               | Grigor Dimitrov [11]                            | Leonardo Mayer                                  | 6–4, 7–6(8-6), 6–2                              |
| Partidos en la Pista n.° 2                           |                                                 |                                                 |                                                 |
| Modalidad                                            | Ganadores                                       | Perdedores                                      | Resultado                                       |
| Individuales masculinos - Cuarta ronda               | Stanislas Wawrinka [5]                          | Denis Istomin                                   | 6-3, 6-3, 6-4                                   |
| Individuales femeninos - Cuarta ronda                | Petra Kvitová [6]                               | Peng Shuai                                      | 6-3, 6-2                                        |
| Fondo de color indica un partido de la rama femenina |                                                 |                                                 |                                                 |

### Día 8 (1 de julio)
- Cabezas de serie eliminados:
  - Individual masculino:  Rafael Nadal [2],  Kei Nishikori [10],  Feliciano López [19],  Tommy Robredo [23]
  - Individual femenino:  María Sharápova [5],  Yekaterina Makarova [22]
  - Dobles masculino:
  - Dobles femenino:
  - Dobles mixto:

| Partidos en Canchas Principales                      | Partidos en Canchas Principales                 | Partidos en Canchas Principales                 | Partidos en Canchas Principales                 |
| Partidos en el Estadio Central All England Club      | Partidos en el Estadio Central All England Club | Partidos en el Estadio Central All England Club | Partidos en el Estadio Central All England Club |
| Modalidad                                            | Ganadores                                       | Perdedores                                      | Resultado                                       |
| ---------------------------------------------------- | ----------------------------------------------- | ----------------------------------------------- | ----------------------------------------------- |
| Individuales femeninos - Cuarta ronda                | Angelique Kerber [9]                            | María Sharápova [5]                             | 7-6(7-4), 4-6, 6-4                              |
| Individuales masculinos - Cuarta ronda               | Nick Kyrgios [WC]                               | Rafael Nadal [2]                                | 7-6, 5-7, 7-6, 6-3                              |
| Individuales femeninos - Cuartos de final            | Petra Kvitová [6]                               | Barbora Záhlavová-Strýcová                      | 6-1, 7-5                                        |
| Partidos en la Pista N.º 1                           |                                                 |                                                 |                                                 |
| Modalidad                                            | Ganadores                                       | Perdedores                                      | Resultado                                       |
| Individuales masculinos - Cuarta ronda               | Roger Federer [4]                               | Tommy Robredo [23]                              | 6-1, 6-4, 6-4                                   |
| Individuales femeninos - Cuartos de final            | Lucie Šafářová [23]                             | Yekaterina Makarova [22]                        | 6-3, 6-1                                        |
| Partidos en la Pista n.° 2                           |                                                 |                                                 |                                                 |
| Modalidad                                            | Ganadores                                       | Perdedores                                      | Resultado                                       |
| Individuales femeninos - Cuarta ronda                | Simona Halep [3]                                | Zarina Diyas                                    | 6-3, 6-0                                        |
| Individuales masculinos - Cuarta ronda               | Stanislas Wawrinka [5]                          | Feliciano López [19]                            | 7-6, 7-6, 6-3                                   |
| Fondo de color indica un partido de la rama femenina |                                                 |                                                 |                                                 |

### Día 9 (2 de julio)
- Cabezas de serie eliminados:
  - Individual masculino:  Andy Murray [3],  Stan Wawrinka [5],  Marin Čilić [26]
  - Individual femenino:  Angelique Kerber [9],  Sabine Lisicki [19]
  - Dobles masculino:  Julien Benneteau /  Édouard Roger-Vasselin [4],  Julian Knowle /  Marcelo Melo [9],  Jean-Julien Rojer /  Horia Tecău [11]
  - Dobles femenino:  Hsieh Su-wei /  Peng Shuai [1],  Raquel Kops-Jones /  Abigail Spears [7],  Julia Görges /  Anna-Lena Grönefeld [10]
  - Dobles mixto:  Bob Bryan /  Květa Peschke [2],  Rohan Bopanna /  Andrea Hlaváčková [7],  John Peers /  Ashleigh Barty [12]

| Partidos en Canchas Principales                      | Partidos en Canchas Principales                 | Partidos en Canchas Principales                 | Partidos en Canchas Principales                 |
| Partidos en el Estadio Central All England Club      | Partidos en el Estadio Central All England Club | Partidos en el Estadio Central All England Club | Partidos en el Estadio Central All England Club |
| Modalidad                                            | Ganadores                                       | Perdedores                                      | Resultado                                       |
| ---------------------------------------------------- | ----------------------------------------------- | ----------------------------------------------- | ----------------------------------------------- |
| Individuales femeninos - Cuarta ronda                | Simona Halep [3]                                | Sabine Lisicki [19]                             | 6–4, 6–0                                        |
| Individuales masculinos - Cuartos de final           | Grigor Dimitrov [11]                            | Andy Murray [3]                                 | 6-1, 7-6(7-4), 6-2                              |
| Individuales masculinos - Cuartos de final           | Roger Federer [4]                               | Stan Wawrinka [5]                               | 3-6, 7-6(7-5), 6-4, 6-4                         |
| Partidos en la Pista N.º 1                           |                                                 |                                                 |                                                 |
| Modalidad                                            | Ganadores                                       | Perdedores                                      | Resultado                                       |
| Individuales femeninos - Cuartos de final            | Eugenie Bouchard [13]                           | Angelique Kerber [9]                            | 6–3, 6–4                                        |
| Individuales masculinos - Cuartos de final           | Novak Djokovic [1]                              | Marin Čilić [26]                                | 6-1, 3-6, 6-7(4-7), 6-2, 6-2                    |
| Individuales masculinos - Cuartos de final           | Miloš Raonić [8]                                | Nick Kyrgios [WC]                               | 6-7(4-7), 6-2, 6-4, 7-6(7-4)                    |
| Fondo de color indica un partido de la rama femenina |                                                 |                                                 |                                                 |

### Día 10 (3 de julio)
- Cabezas de serie eliminados:
  - Individual femenino:  Simona Halep [3],  Lucie Šafářová [23]
  - Dobles femenino:  Ashleigh Barty /  Casey Dellacqua [6],  Alla Kudryavtseva /  Anastasia Rodionova [11]
  - Dobles masculino:  Alexander Peya /  Bruno Soares [2],  Daniel Nestor /  Nenad Zimonjić [3]
  - Dobles mixto:  Horia Tecău /  Sania Mirza [6],  Bruno Soares /  Martina Hingis [13]

| Partidos en Canchas Principales                      | Partidos en Canchas Principales                 | Partidos en Canchas Principales                 | Partidos en Canchas Principales                 |
| Partidos en el Estadio Central All England Club      | Partidos en el Estadio Central All England Club | Partidos en el Estadio Central All England Club | Partidos en el Estadio Central All England Club |
| Modalidad                                            | Ganadores                                       | Perdedores                                      | Resultado                                       |
| ---------------------------------------------------- | ----------------------------------------------- | ----------------------------------------------- | ----------------------------------------------- |
| Individuales femeninos - Semifinales                 | Petra Kvitová [6]                               | Lucie Šafářová [23]                             | 7–6(8-6), 6–1                                   |
| Individuales femeninos - Semifinales                 | Eugénie Bouchard [13]                           | Simona Halep [3]                                | 7–6(7-5), 6–2                                   |
| Fondo de color indica un partido de la rama femenina |                                                 |                                                 |                                                 |

### Día 11 (4 de julio)
- Cabezas de serie eliminados:
  - Individual masculino:  Miloš Raonić [8],  Grigor Dimitrov [11]
  - Dobles masculino:  Leander Paes /  Radek Štepánek [5],  Michaël Llodra /  Nicolas Mahut [12]
  - Dobles femenino:  Andrea Hlaváčková /  Zheng Jie [9]
  - Dobles mixto:  Jamie Murray /  Casey Dellacqua [10]

| Partidos en Canchas Principales                      | Partidos en Canchas Principales                 | Partidos en Canchas Principales                 | Partidos en Canchas Principales                 |
| Partidos en el Estadio Central All England Club      | Partidos en el Estadio Central All England Club | Partidos en el Estadio Central All England Club | Partidos en el Estadio Central All England Club |
| Modalidad                                            | Ganadores                                       | Perdedores                                      | Resultado                                       |
| ---------------------------------------------------- | ----------------------------------------------- | ----------------------------------------------- | ----------------------------------------------- |
| Individuales masculinos - Semifinales                | Novak Djokovic [1]                              | Grigor Dimitrov [11]                            | 6–4, 3–6, 7–6(7-2), 7–6(9-7)                    |
| Individuales masculinos - Semifinales                | Roger Federer [4]                               | Miloš Raonić [8]                                | 6–4, 6–4, 6–4                                   |
| Fondo de color indica un partido de la rama femenina |                                                 |                                                 |                                                 |

### Día 12 (5 de julio)
- Cabezas de serie eliminados:
  - Individual femenino:  Eugenie Bouchard [13]
  - Dobles masculino:  Bob Bryan /  Mike Bryan [1]
  - Dobles femenino:  Tímea Babos  /  Kristina Mladenovic [14]

| Partidos en Canchas Principales                      | Partidos en Canchas Principales                 | Partidos en Canchas Principales                 | Partidos en Canchas Principales                 |
| Partidos en el Estadio Central All England Club      | Partidos en el Estadio Central All England Club | Partidos en el Estadio Central All England Club | Partidos en el Estadio Central All England Club |
| Modalidad                                            | Ganadores                                       | Perdedores                                      | Resultado                                       |
| ---------------------------------------------------- | ----------------------------------------------- | ----------------------------------------------- | ----------------------------------------------- |
| Individuales femeninos - Final                       | Petra Kvitová [6]                               | Eugenie Bouchard [13]                           | 6-3, 6-0                                        |
| Dobles femeninos - Final                             | Sara Errani Roberta Vinci [2]                   | Tímea Babos Kristina Mladenovic [14]            | 6-1, 6-3                                        |
| Dobles masculinos - Final                            | Vasek Pospisil Jack Sock                        | Bob Bryan Mike Bryan [1]                        | 7-6(7-5), 6-7(3-7), 6-4, 3-6, 7-5               |
| Fondo de color indica un partido de la rama femenina |                                                 |                                                 |                                                 |

### Día 13 (6 de julio)
- Cabezas de serie eliminados:
  - Individual masculino:  Roger Federer [4]
  - Dobles mixto:  Max Mirnyi /  Chan Hao-ching [14]

| Partidos en Canchas Principales                      | Partidos en Canchas Principales                 | Partidos en Canchas Principales                 | Partidos en Canchas Principales                 |
| Partidos en el Estadio Central All England Club      | Partidos en el Estadio Central All England Club | Partidos en el Estadio Central All England Club | Partidos en el Estadio Central All England Club |
| Modalidad                                            | Ganadores                                       | Perdedores                                      | Resultado                                       |
| ---------------------------------------------------- | ----------------------------------------------- | ----------------------------------------------- | ----------------------------------------------- |
| Individuales masculinos - Final                      | Novak Djokovic [1]                              | Roger Federer [4]                               | 6-7(7-9), 6-4, 7-6(7-4), 5-7, 6-4               |
| Fondo de color indica un partido de la rama femenina |                                                 |                                                 |                                                 |

## Cabezas de serie

### Cuadro individual masculino
Los cabezas de serie para el Cuadro individual masculino se toman en base al sistema de superficie, para reflejar un cuadro más parejo con especial beneficio a los jugadores que se desenvolvieron sobre las pistas de césped, siguiendo la siguiente formula, la cual se aplica a los 32 primeros jugadores, de acuerdo al Ranking del ATP del 16 de junio del 2014: (Darse cuenta de que el ranking que se muestra a continuación es el del 23 de junio del 2014 para acomodar mejor los Puntos antes del Torneo.)
- Se toman los Puntos de la ATP de acuerdo al Ranking del 16 de junio del 2014
- Se añade el 100% de puntos ganados durante todos los torneos de césped, en los pasados 12 meses (16.06.2013 – 15.06.2014).
- Se añade el 75% de puntos ganados por la mejor actuación en un torneo de césped en los 12 meses anteriores a los ya mencionados (12.06.2012 – 15.06.2013).

| Semb. | Rank. | Jugador                | Puntos | Puntos que defender | Puntos ganados | Nuevos puntos | Ronda hasta la que avanzó en el torneo             |
| ----- | ----- | ---------------------- | ------ | ------------------- | -------------- | ------------- | -------------------------------------------------- |
| 1     | 2     | Novak Djokovic         | 12330  | 1200                | 2000           | 13130         | Campeón, venció a Roger Federer [4]                |
| 2     | 1     | Rafael Nadal           | 12500  | 10                  | 180            | 12670         | Cuarta ronda, perdió ante Nick Kyrgios [WC]        |
| 3     | 5     | Andy Murray            | 4680   | 2000                | 360            | 3040          | Cuartos de final, perdió ante Grigor Dimitrov [11] |
| 4     | 4     | Roger Federer          | 4945   | 45                  | 1200           | 6100          | Final, perdió ante Novak Djokovic [1]              |
| 5     | 3     | Stanislas Wawrinka     | 5420   | 10                  | 360            | 5770          | Cuartos de final, perdió ante Roger Federer [4]    |
| 6     | 6     | Tomáš Berdych          | 4360   | 360                 | 90             | 4090          | Tercera ronda, perdió ante Marin Čilić [26]        |
| 7     | 7     | David Ferrer           | 4190   | 360                 | 45             | 3875          | Segunda ronda, perdió ante Andréi Kuznetsov        |
| 8     | 9     | Miloš Raonić           | 3245   | 45                  | 720            | 3920          | Semifinales, perdió ante Roger Federer [4]         |
| 9     | 11    | John Isner             | 2690   | 45                  | 90             | 2735          | Tercera ronda perdió ante Feliciano López [19]     |
| 10    | 12    | Kei Nishikori          | 2690   | 90                  | 180            | 2780          | Cuarta ronda, perdió ante Miloš Raonić [8]         |
| 11    | 13    | Grigor Dimitrov        | 2595   | 45                  | 720            | 3270          | Semifinales, perdió ante Novak Djokovic [1]        |
| 12    | 10    | Ernests Gulbis         | 2725   | 90                  | 45             | 2680          | Segunda ronda, perdió ante Sergiy Stajovski        |
| 13    | 14    | Richard Gasquet        | 2415   | 90                  | 45             | 2370          | Segunda ronda, perdió ante Nick Kyrgios [WC]       |
| 14    | 17    | Jo-Wilfried Tsonga     | 1775   | 45                  | 180            | 1910          | Cuarta ronda, perdió ante Novak Djokovic [1]       |
| 15    | 25    | Jerzy Janowicz         | 1510   | 720                 | 90             | 880           | Tercera ronda, perdió ante Tommy Robredo [23]      |
| 16    | 15    | Fabio Fognini          | 2155   | 10                  | 90             | 2235          | Tercera ronda, perdió ante Kevin Anderson [20]     |
| 17    | 16    | Mijaíl Yuzhny          | 1790   | 180                 | 45             | 1655          | Segunda ronda, perdió ante Jimmy Wang [Q]          |
| 18    | 24    | Fernando Verdasco      | 1555   | 360                 | 10             | 1205          | Primera ronda, perdió ante Marinko Matosevic       |
| 19    | 26    | Feliciano López        | 1455   | 90                  | 180            | 1545          | Cuarta ronda, perdió ante Stanislas Wawrinka [5]   |
| 20    | 18    | Kevin Anderson         | 1745   | 90                  | 180            | 1835          | Cuarta ronda, perdió ante Andy Murray [3]          |
| 21    | 19    | Aleksandr Dolgopólov   | 1680   | 90                  | 90             | 1680          | Tercera ronda, perdió ante Grigor Dimitrov [11]    |
| 22    | 28    | Philipp Kohlschreiber  | 1440   | 10                  | 45             | 1475          | Segunda ronda, perdió ante Simone Bolelli [LL]     |
| 23    | 22    | Tommy Robredo          | 1630   | 90                  | 180            | 1720          | Cuarta ronda, perdió ante Roger Federer [4]        |
| 24    | 21    | Gaël Monfils           | 1635   | (20)                | 45             | 1660          | Segunda ronda, perdió ante Jiří Veselý [WC]        |
| 25    | 36    | Andreas Seppi          | 1105   | 180                 | 10             | 935           | Primera ronda, perdió ante Leonardo Mayer          |
| 26    | 29    | Marin Čilić            | 1350   | 45                  | 360            | 1665          | Cuartos de final, perdió ante Novak Djokovic [1]   |
| 27    | 23    | Roberto Bautista-Agut  | 1580   | 45                  | 90             | 1625          | Tercera ronda, perdió ante Andy Murray [3]         |
| 28    | 34    | Guillermo García-López | 1163   | 10                  | 10             | 1163          | Primera ronda, perdió ante Dušan Lajović           |
| 29    | 32    | Ivo Karlović           | 1181   | (16)                | 10             | 1175          | Primera ronda, perdió ante Frank Dancevic [LL]     |
| 30    | 30    | Marcel Granollers      | 1250   | 10                  | 45             | 1285          | Segunda ronda, perdió ante Santiago Giraldo        |
| 31    | 33    | Vasek Pospisil         | 1170   | 45                  | 10             | 1135          | Primera ronda, perdió ante Robin Haase             |
| 32    | 31    | Dmitri Tursúnov        | 1200   | 10                  | 10             | 1200          | Primera ronda, perdió ante Denis Istomin           |

#### Bajas masculinas notables
| Ra. | Jugador               | Puntos | Puntos que defender | Puntos ganados | Nuevos puntos | Motivo              |
| --- | --------------------- | ------ | ------------------- | -------------- | ------------- | ------------------- |
| 8   | Juan Martín del Potro | 4,125  | 720                 | 0              | 3,405         | Lesión en la muñeca |
| 20  | Tommy Haas            | 1,655  | 180                 | 0              | 1,475         | Lesión en el hombro |
| 26  | Nicolás Almagro       | 1,450  | 90                  | 0              | 1,360         | Lesión en el pie    |

### Cuadro Individual Femenino
Para la pre-clasificación de las cabezas de serie, este sigue el orden establecido por el Ranking de la WTA, excepto cuando en opinión del comité, las credenciales de una jugadora en los Torneos de Césped necesita de un cambio, para mantener balanceado al Cuadro. (Darse cuenta de que el ranking que se muestra a continuación es el del 23 de junio del 2014 para acomodar mejor los Puntos antes del Torneo.)
| Semb. | Rank. | Jugadora                 | Puntos | Puntos que defender | Puntos ganados | Nuevos puntos | Ronda hasta la que avanzó en el torneo                   |
| ----- | ----- | ------------------------ | ------ | ------------------- | -------------- | ------------- | -------------------------------------------------------- |
| 1     | 1     | Serena Williams          | 9660   | 280                 | 130            | 9510          | Tercera ronda, perdió ante Alizé Cornet [25]             |
| 2     | 2     | Li Na                    | 7330   | 500                 | 130            | 6960          | Tercera ronda, perdió ante Barbora Záhlavová-Strýcová    |
| 3     | 3     | Simona Halep             | 6105   | 100                 | 780            | 6785          | Semifinales, perdió ante Eugenie Bouchard [13]           |
| 4     | 4     | Agnieszka Radwanska      | 5990   | 900                 | 240            | 5330          | Cuarta ronda, perdió ante Yekaterina Makárova [22]       |
| 5     | 5     | María Sharápova          | 4741   | 100                 | 240            | 4881          | Cuarta ronda, perdió ante Angelique Kerber [9]           |
| 6     | 6     | Petra Kvitová            | 4570   | 500                 | 2000           | 6070          | Campeona, derrotó a Eugenie Bouchard [13]                |
| 7     | 8     | Jelena Janković          | 3990   | 100                 | 10             | 3900          | Primera ronda, perdió ante Kaia Kanepi                   |
| 8     | 9     | Victoria Azarenka        | 3842   | 100                 | 70             | 3812          | Segunda ronda, perdió ante Bojana Jovanovski             |
| 9     | 7     | Angelique Kerber         | 4035   | 100                 | 430            | 4365          | Cuartos de final, perdió ante Eugenie Bouchard [13]      |
| 10    | 10    | Dominika Cibulková       | 3666   | 160                 | 130            | 3636          | Tercera ronda, perdió ante Lucie Šafářová [23]           |
| 11    | 11    | Ana Ivanovic             | 3630   | 100                 | 130            | 3660          | Tercera ronda, perdió ante Sabine Lisicki [19]           |
| 12    | 12    | Flavia Pennetta          | 3378   | 280                 | 70             | 3168          | Segunda ronda, perdió ante Lauren Davis                  |
| 13    | 13    | Eugenie Bouchard         | 3320   | 160                 | 1300           | 4460          | Final, perdió ante Petra Kvitová [6]                     |
| 14    | 14    | Sara Errani              | 3120   | 5                   | 10             | 3125          | Primera ronda, perdió ante Caroline Garcia               |
| 15    | 15    | Carla Suárez Navarro     | 2905   | 280                 | 70             | 2695          | Segunda ronda vs. Zarina Diyas                           |
| 16    | 16    | Caroline Wozniacki       | 2685   | 100                 | 240            | 2825          | Cuarta ronda perdió ante Barbora Záhlavová-Strýcová      |
| 17    | 17    | Samantha Stosur          | 2565   | 160                 | 10             | 2415          | Primera ronda, perdió ante Yanina Wickmayer              |
| 18    | 18    | Sloane Stephens          | 2540   | 500                 | 10             | 2050          | Primera ronda, perdió ante María Kirilenko               |
| 19    | 19    | Sabine Lisicki           | 2397   | 1400                | 430            | 1427          | Cuartos de final, perdió ante Simona Halep [3]           |
| 20    | 20    | Andrea Petkovic          | 2205   | 100                 | 130            | 2235          | Tercera ronda, perdió ante Eugenie Bouchard [13]         |
| 21    | 21    | Roberta Vinci            | 2150   | 280                 | 10             | 1880          | Primera ronda, perdió ante Donna Vekić                   |
| 22    | 22    | Yekaterina Makárova      | 2130   | 160                 | 430            | 2400          | Cuartos de final, perdió ante Lucie Šafářová [23]        |
| 23    | 23    | Lucie Šafářová           | 1995   | 100                 | 780            | 2675          | Semifinales, perdió ante Petra Kvitová [6]               |
| 24    | 26    | Kirsten Flipkens         | 1880   | 900                 | 130            | 1110          | Tercera ronda, perdió ante Angelique Kerber [9]          |
| 25    | 24    | Alizé Cornet             | 1995   | 160                 | 240            | 2075          | Cuarta ronda perdió ante Eugenie Bouchard [13]           |
| 26    | 25    | Anastasia Pavliuchénkova | 1885   | 5                   | 10             | 1890          | Primera ronda, perdió ante Alison Riske                  |
| 27    | 28    | Garbiñe Muguruza         | 1625   | 100                 | 10             | 1535          | Primera ronda, perdió ante Coco Vandeweghe               |
| 28    | 27    | Svetlana Kuznetsova      | 1636   | 0                   | 10             | 1646          | Primera ronda, perdió ante Michelle Larcher de Brito [Q] |
| 29    | 29    | Sorana Cirstea           | 1611   | 100                 | 10             | 1521          | Primera ronda, perdió ante Victoria Duval [Q]            |
| 30    | 31    | Venus Williams           | 1596   | 0                   | 130            | 1726          | Tercera ronda, perdió ante Petra Kvitová [6]             |
| 31    | 32    | Klára Koukalová          | 1535   | 160                 | 70             | 1445          | Segunda ronda, perdió ante Madison Keys                  |
| 32    | 49    | Yelena Vesniná           | 1105   | 100                 | 70             | 1075          | Segunda ronda, perdió ante Barbora Záhlavová-Strýcová    |

## Campeones defensores
| Modalidad                   | Campeón 2013                          | Campeón 2014                   |
| Individual masculino        | Andy Murray                           | Novak Djokovic                 |
| Individual femenino         | Marion Bartoli                        | Petra Kvitová                  |
| Dobles masculino            | Bob Bryan Mike Bryan                  | Vasek Pospisil Jack Sock       |
| Dobles femenino             | Su-Wei Hsieh Shuai Peng               | Sara Errani Roberta Vinci      |
| Dobles mixto                | Daniel Nestor Kristina Mladenovic     | Nenad Zimonjić Samantha Stosur |
| Individual junior masculino | Gianluigi Quinzi                      | Noah Rubin                     |
| Individual junior femenino  | Belinda Bencic                        | Jelena Ostapenko               |
| Dobles junior masculino     | Thanasi Kokkinakis Nick Kyrgios       | Orlando Luz Marcelo Zormann    |
| Dobles junior femenino      | Barbora Krejčíková Kateřina Siniaková | Tami Grende Qiuyu Ye           |

## Invitados
| - Marcos Baghdatis - Kyle Edmund - Daniel Cox - Daniel Evans - Nick Kyrgios - Daniel Smethurst - Jiří Veselý - James Ward | - Naomi Broady - Jarmila Gajdošová - Tara Moore - Samantha Murray - Kristýna Plíšková - Silvia Soler Espinosa - Taylor Townsend - Vera Zvonariova |

| - Edward Corrie / Daniel Smethurst - Jamie Delgado / Gilles Muller - Kyle Edmund / Sergiy Stajovski - Daniel Evans / James Ward - Colin Fleming / Ross Hutchins | - Naomi Broady / Eleni Daniilidou - Martina Hingis / Vera Zvonariova - Johanna Konta / Tara Moore - Jocelyn Rae / Anna Smith |

| - Jocelyn Rae / Colin Fleming - Heather Watson / Ross Hutchins - Naomi Broady / Neal Skupski - Anna Smith / James Ward |

## Clasificación
| 1. Luke Saville 2. James Duckworth 3. Alex Kuznetsov 4. Gilles Müller 5. Ante Pavić 6. Konstantín Kravchuk 7. Marsel İlhan 8. Yūichi Sugita 9. Denis Kudla 10. Jimmy Wang 11. Pierre-Hugues Herbert 12. Tim Puetz 13. Samuel Groth 14. Tatsuma Ito 15. Jan Hernych 16. Ryan Harrison Perdedor afortunado 1. Malek Jaziri 2. Frank Dancevic 3. Simone Bolelli 4. Aljaž Bedene | 1. Ala Kudriávtseva 2. Tereza Smitková 3. Timea Bacsinszky 4. Michelle Larcher de Brito 5. Aleksandra Wozniak 6. Lesia Tsurenko 7. Paula Kania 8. Ana Konjuh 9. Victoria Duval 10. Tamira Paszek 11. Anett Kontaveit 12. Andreea Mitu |

| 1. Marcelo Demoliner / Purav Raja 2. Andreas Siljeström / Igor Zelenay 3. Ryan Harrison / Kevin King 4. Alex Bolt / Andrew Whittington | 1. Liudmila Kichenok / Nadia Kichenok 2. Jarmila Gajdošová / Arina Rodionova 3. Pauline Parmentier / Laura Thorpe 4. Vesna Dolonc / Daniela Seguel |

## Finales

### Sénior

#### Individual masculino
Novak Djokovic vence a  Roger Federer por 6-7(7-9), 6-4, 7-6(7-4), 5-7, 6-4

#### Individual femenino
Petra Kvitová  vence a  Eugénie Bouchard por 6-3, 6-0

#### Dobles masculino
Vasek Pospisil /  Jack Sock  vencen a  Bob Bryan /  Mike Bryan  por 7-6(7-5), 6-7(3-7), 6-4, 3-6, 7-5

#### Dobles femenino
Sara Errani /  Roberta Vinci vencen a  Tímea Babos /  Kristina Mladenovic por 6-1, 6-3

#### Dobles mixtos
Nenad Zimonjić /  Samantha Stosur vencen a  Max Mirnyi /  Hao-Ching Chan por 6-4, 6-2

### Júnior

#### Individual masculino
Noah Rubin vence a  Stefan Kozloc por 6-4, 4-6, 6-3

#### Individual femenino
Jeļena Ostapenko vence a  Kristína Schmiedlová por 2-6, 6-3, 6-0

#### Dobles masculino
Orlando Luz /  Marcelo Zormann vencen a  Stefan Kozlov /  Andréi Rubliov por 6–4, 3–6, 8–6

#### Dobles femenino
Tami Grende /  Qiuyu Ye vencen a  Marie Bouzková /  Dalma Gálfi por 6-2, 7-6(7-5)

### Leyendas

#### Leyendas mayores masculinas
Thomas Enqvist /  Mark Philippoussis vencen a  Jacco Eltingh /  Paul Haarhuis por 3–6, 6–3, [10–3]

#### Leyendas femeninas
Jana Novotná /  Barbara Schett vencen a  Martina Navratilova /  Selima Sfar por 6–0, 7–6(7–2)

#### Leyendas mayores masculinas
Guy Forget /  Cédric Pioline vencen a  Rick Leach /  Mark Woodforde por 6–4, 6–3

### Silla de ruedas

#### Dobles masculino
Stéphane Houdet /  Shingo Kunieda vencen a  Maikel Scheffers /  Ronald Vink por 5–7, 6–0, 6–3

#### Dobles femenino
Yui Kamiji /  Jordanne Whiley vencen a  Jiske Griffioen /  Aniek van Koot por 2–6, 6–2, 7–5